# Format del sensor d'imatge
|  | No s'ha de confondre amb Format de fitxer d'imatge. |

Aquest gràfic semilogarítmic mostra el gran espai que hi ha entre les mides dels sensors de càmeres digitals compactes i de DSLR.

En fotografia digital, el  format del sensor d'imatge  és la forma i la mida del sensor d'imatge.
El format del sensor d'imatge de càmeres digitals determina l'angle de visió d'un objectiu específic quan està utilitzat amb una càmera determinada. Particularment, els sensors d'imatge en càmeres rèflex digitals tendeixen a ser de mida més petita que els 24 mm x 36 mm d'àrea d'imatge de les càmeres de 35 mm de quadre complet i, per tant, porten a un angle de visió més estret. Per a un nombre donat de pixels en un sensor, com més gran és el sensor d'imatge típicament produeix imatges de més alta qualitat perquè els píxels individuals són més grans (vegeu a sota).
Els objectius fabricats per a les càmeres de pel·lícula de 35mm es poden muntar correctament en els cossos de les càmeres digitals, però el més gran cercle d'imatge de l'objectiu del sistema de 35 mm projecta una llum indesitjada al cos del sensor, i en ser més petit el sensor d'imatge, comparat als del format de 35mm causa una retallada de la imatge. Aquest últim efecte és conegut com la retallada del camp visual, el quocient de la mida del format és conegut com el crop factor o "factor multiplicador de la distància focal.

## Mida del sensor
En igualtat de circumstàncies, els sensors més grans capturen imatges amb menys soroll i més rang dinàmic que els sensors més petits. Les característiques desitjables tant de relació senyal/soroll i de guany unitari del sensor s'escalen amb l'arrel quadrada de l'àrea del sensor.
Des de desembre de 2007, moltes DSLR tenen àrees de sensor al voltant dels 370mm  2 , mentre que molts sensors de càmeres compactes tenen una quinzena part d'aquesta àrea: un sensor estàndard d'1/2,5 "té una superfície de 24.7 mm  2  Així, una càmera DSLR típica tindrà una relació senyal/soroll gairebé 4 vegades més gran que les típiques càmeres digitals compactes: {\displaystyle {\sqrt {370/24.7}}\approx {\sqrt {15}}\approx 3.9}
Per raó dels seus sensors més grans, les DSLRs generalment poden capturar quadres d'alta qualitat en ISO 1600, 3200, o fins i tot velocitats més altes, mentre que les càmeres compactes tendeixen a produir imatges granuloses fins i tot en ISO 400. Aquest problema és exacerbat pel nombre de píxels, la duplicació del nombre de píxels en un sensor d'una mida determinat, vol dir que cada píxel té la meitat de la mida original i, per tant, és més sorollós i menys sensible.

## Formats comuns de sensors d'imatges

Mides dels sensors usats en la majoria de les càmeres digitals actuals amb relació a un quadre estàndard de 35 mm.

### Formats SLR digitals
Des de juny de 2009, la majoria dels sensors SLRs a nivell del consumidor utilitzen sensors del voltant de la mida d'un quadre de la pel·lícula APS-C, amb un factor de multiplicació de la distància focal de 1.5 a 1.6. Una notable excepció és el sistema de càmeres de Quatre Terços, fet sobretot per Olympus, que utilitza sensors més petits amb un factor de multiplicació de distància focal de 2.0. Alguns sensors professionals de DSLRs utilitzen sensors de quadre complet, iguals a la mida d'un quadre de pel·lícula de 35 mm. Són usats molts termes diferents en la comercialització i la descripció d'aquests formats de sensor, incloent els següents:
- Format digital SLR de quadre complet, amb les dimensions del sensor gairebé iguals a les de la pel·lícula de 35 mm (36 × 24 mm)
- Sensor M8 i M8.2 de Leica (factor de retall 1.33).
- Format d'APS-H de Cànon per DSLRs de nivell professional d'alta velocitat (factor de retallada 1.3)
- APS-C es refereix a un rang de formats de mida similar, incloent
  - Format Nikon DX, Pentax, de Konica Minolta/Sony α, Fuji (factor de retallada 1.5)
  - Format Cànon DSLR de nivell d'entrada (factor de retallada 1.6)
- Format Foveon X3 usat en les DSLRs Sigma SD-sèries (factor retallada 1.7)
- Format de sistema de Quatre Terços (factor de retallada 2.0)

A causa de les sempre deixen canviants limitacions del processament i l'fabricació de semiconductors, i pel fet que els fabricants de càmeres obtenen els sensors de fabs, és comú que les dimensions dels sensors varien lleugerament dins del mateix format nominal. Per exemple, els sensors de les càmeres Nikon D3 i el D700, que normalment són sensors de quadre complet, realment fan 36 × 23/09 mm, lleugerament més petit que un quadre de pel·lícula de 35 mm. Com un altre exemple, el sensor de la Pentax K200D (feta per Sony) mesura el 23/05 × 15/07 mm, mentre que el sensor contemporani de la K20D (fet per Samsung) mesura 23/04 × 15/06 mm.
La majoria dels formats dels sensors d'imatge DSLR s'aproximen a la relació d'aspecte 3:2 de la pel·lícula de 35 mm. Un cop més el sistema de Quatre Terçoss una notable excepció, amb una relació d'aspecte de 4:3 tal com es veu en la majoria de les càmeres digitals compactes (vegeu a baix).

### Format DSLR mitjà
La mida de sensor més comú per a les càmeres digitals de format mitjà és aproximadament 36 × 48 mm, causa de l'ús extens dels sensors CCD KAF-22000 de 22 megapíxel i KAF- 39000 de 39 megapixel de Kodak en aquest format.
Leica ofereix un DSLR "S-System" amb un sensor de 45 mm x 30 mm que conté 37 milions de píxels.

### Formats compactes de càmeres digitals
Les mides del sensor de moltes càmeres digitals compactes estan expressats en termes del no estandarditzat sistema de "polzades", com aproximadament 1.5 vegades la longitud diagonal del sensor. Això retrocedeix a la manera quan les mides d'imatge de les primerenques càmeres de vídeo van ser expressats en termes del diàmetre exterior de l'embolcall de vidre del tub de càmera de vídeo. En lloc de "formats", aquestes mides del sensor són sovint anomenats  tipus , com a "CCD de tipus 1/2 polzada". La majoria dels sensors compactes d'imatge tenen una relació d'aspecte de 4:3. Això es aparella a la relació d'aspecte de les resolucions d'exhibició populars VGA, SVGA, i XGA, permetent que les imatges siguin exhibides en la majoria dels monitors d'ordinador sense retalls.
Des de desembre de 2007, la majoria de les càmeres digitals compactes utilitzen sensors de la mida 1/2.5 ". Les càmeres digitals recents amb aquesta mida de sensor inclouen la Panasonic Lumix DMC-FZ18, Canon PowerShot A570 IS, Canon SD870 IS Digital ELPH (IXUS 860 IS), Sony Cyber-shot DSC-W80, Canon Powershot S5is, Sony Cyber-shot DSC-H7, Canon PowerShot TX1, Sony Cyber-shot DSC-H9, i Casio Exilim EX-V7.
Les càmeres compactes usant sensors de gairebé dues vegades l'àrea inclouen la Fujifilm Finepix s6000fd/s6500fd (1/1.7 "), Fuji Finepix F50fd (1/1.6") i Finepix F31fd (1/1.7 "), Canon PowerShot G9 (1/01/07 ") i SD950 IS (1/1.7"), Ricoh Caplio GX100 (1/1.75 "), Nikon Coolpix P5000 (1/1.8"), i algunes càmeres Panasonic Lumix com la DMC-LX3 (1/1.63 ").
Inversament, els sensors dels telèfons amb càmeres fotogràfiques són més petits que els de les càmeres compactes típiques, tenint una major miniaturització dels components elèctrics i òptics però amb una pitjor qualitat d'imatge. Les mides de sensor del voltant 1/6 "són comuns en telèfons amb càmera, així com en les càmeres web i càmeres de vídeo digitals.

### Taula de les mides dels sensors
Com que els formats de sensor basats en polzades no estan estandarditzats, les dimensions exactes poden variar, però les llistades a sota són típiques.
| Tipus       | 1/8 " | 1/6"  | 1/4 " | 1/3.6" | 1/3.2 " | 1/3" | 1/2.7 " | 1/2.5" | 1/2.3 " | 1/2" | 1/1.8 " | 1/1.7 " | 1/1.6 " | 2/3" | Super 16mm | 1 "  | 4/3 " | Cànon APS-C | Pentax Sony Nikon DX | Cànon APS-H | 35mm | Leica S2 | Kodak KAF 3900 | Leaf AFI 10 | Phase One < br> P 65+ |
| ----------- | ----- | ----- | ----- | ------ | ------- | ---- | ------- | ------ | ------- | ---- | ------- | ------- | ------- | ---- | ---------- | ---- | ----- | ----------- | -------------------- | ----------- | ---- | -------- | -------------- | ----------- | --------------------- |
| Diago. (mm) | 2.00  | 3.00  | 4.00  | 5.00   | 5.68    | 6.00 | 6.72    | 7.18   | 7.7     | 8.00 | 8.93    | 9.50    | 10.07   | 11.0 | 14.54      | 16.0 | 21.6  | 26.7        | 28.4                 | 34.5        | 43.3 | 54       | 61.3           | 66.57       | 67.4                  |
| Ample (mm)  | 1.60  | 2.40  | 3.20  | 4.00   | 4.54    | 4.80 | 5.37    | 5.76   | 6.16    | 6.40 | 7.18    | 7.60    | 8.08    | 8.80 | 12.52      | 12.8 | 17.3  | 22.2        | 23.6-.7              | 28.7        | 36   | 45       | 49             | 56          | 53.9                  |
| Alt (mm)    | 1.20  | 1.80  | 2.40  | 3.00   | 3.42    | 3.60 | 4.04    | 4.29   | 4.62    | 4.80 | 5.32    | 5.70    | 6.01    | 6.60 | 7.41       | 9.6  | 13.0  | 14.8        | 15.5-.8              | 19.1        | 24   | 30       | 36.8           | 36          | 40.4                  |
| Àrea (mm²)  | 1.92  | 4.32  | 7.68  | 12.0   | 15.5    | 17.3 | 21.7    | 24.7   | 28.5    | 30.7 | 38.2    | 43.3    | 48.56   | 58.1 | 92.8       | 123  | 225   | 329         | 366-374              | 548         | 864  | 1350     | 1803           | 2016        | 2178                  |
| Crop factor | 21.65 | 14.14 | 10.83 | 8.65   | 7.61    | 7.21 | 6.44    | 6.02   | 5.62    | 5.41 | 4.84    | 4.55    | 4.3     | 3.93 | 2.97       | 2.70 | 2.00  | 1.62        | 1.52                 | 1.26        | 1.0  | 0.8      | 0.71           | 0.65        | 0.64                  |

## Càmeres bridge i el salt en les mides dels sensors

Comparació de diverses mides de sensors d'imatge.

Hi ha un gran salt en la mida del sensor entre les càmeres compactes digitals i tant les càmeres DSLR com les "bridge". Poques càmeres compactes tenen sensors més grans d'1/1.7 "(43 mm²), que és la mida més gran de les càmeres compactes, D'altra banda, el sensor més petit de càmeres DSLR, és de 4/3 "(225 mm²). Això deixa una certa necessitat insatisfeta en el mercat de l'aficionat i del sub-professional. 
Des del 2005 al 2009, hi va haver un augment de l'interès en les càmeres bridge, càmeres de mida mitjana amb sensors més grans i millors objectius que les càmeres digitals compactes, i sense els sistemes de mirall o el volum de les càmeres DSLR.
Els fabricants han respost gradualment a aquest interès. Leica, una de les primeres companyies de càmeres fotogràfiques, actualitzar la seva línia amb la introducció del Leica M9, una càmera telemètrica digital de 35 mm amb l'enfocament parcialment òptic. Altres companyies han introduït càmeres similars, com ara l'EP-1 d'Olympus Corporation, una càmera com les DSLR, però que a diferència d'aquestes, utilitza un sensor Quatre Terços i sense un mirall reflex òptic. No obstant això, totes aquestes càmeres són costoses, costant entre US $ 700 i US $ 7,000, molt més del que molts aficionats estan disposats a pagar. 